# Municipio de Cedar (condado de Dade)
El municipio de Cedar (en inglés: Cedar Township) es un municipio ubicado en el condado de Dade en el estado estadounidense de Misuri. En el año 2010 tenía una población de 304 habitantes y una densidad poblacional de 2,43 personas por km².

## Geografía
El municipio de Cedar se encuentra ubicado en las coordenadas 37°31′33″N 94°0′39″O / 37.52583, -94.01083. Según la Oficina del Censo de los Estados Unidos, el municipio tiene una superficie total de 125.13 km², de la cual 124,79 km² corresponden a tierra firme y (0,28 %) 0,34 km² es agua.

## Demografía
Según el censo de 2010, había 304 personas residiendo en el municipio de Cedar. La densidad de población era de 2,43 hab./km². De los 304 habitantes, el municipio de Cedar estaba compuesto por el 97,37 % blancos, el 0,66 % eran asiáticos, el 0,33 % eran de otras razas y el 1,64 % eran de una mezcla de razas. Del total de la población el 3,29 % eran hispanos o latinos de cualquier raza.